# Пендалофос
Пенда̀лофос или Жупа̀н (на гръцки: Πεντάλοφος, до 1928 година Πετρόβουνο, Петровуно, катаревуса Πετρόβουνον, Петровунон, до 1927 година Ζουπάνι, Зупани, катаревуса Ζουπάνιον, Зупанион) е село в Егейска Македония, Република Гърция, част от дем Горуша (Войо) на област Западна Македония.

## География
Селото е разположено на 1040 m надморска височина, на пътя Кожани - Неаполи (Ляпчища) - Коница, високо в югозападните склонове на планината Горуша (Войо) между върховете Градишка и Румани. Отдалечено е на 90 km западно от Кожани (Козани) и на 136 километра североизточно от Янина. На 16 km на запад е село Борботско (Ептахори) от дем Нестрам. Отдалечено е на 9 km на запад от Агия Сотира (Своляни), като по пътя е свързан с Жупанския мост.

## История

### В Османската империя
На хълма Градишка (Γκραντίσκα) има следи от крепост.
В османските данъчни регистри от средата на XV век Жупани (Костурско) е споменато с 21 семейства на Йорги, Димо, Мартин, Миле, Папа Стефан, Краимирос (?), Мано, Коста, Никша, Никола, Коста, Димос, Волкан, Михо, Йорги, Михо, Стайо, Николас, Яне, Михо и Никола, и една вдовица Стана. Общият приход за империята от селото е 1112 акчета.
Край Жупан има останки от 11 стари селища: Никорина (Νικορίνα), Агиос Димитриос (Άγιος Δημήτριος), Агия Параскеви (Αγία Παρασκευή), Омбрела (Ομπρέλλα), Цагив (Τσατίβ), Камбери (Καμπέρη), Агиос Христофорос (Άγιος Χριστόφορος), Ряково (Ρυάκοβο), Чука (Τσούκα), Фтери (Φτέρη) и Планиза (Πλανίζα).
Жупан се формира в настоящия си вид чрез обединяване на групи, изселени от регионалните семейни микроселища Никурина, Палеохори, Калогрица, Церос, Палиокримини, Фтери и Залцио. Никурина изглежда е първото селище, създадено на новото положение около хълма. От съществуващите писмени текстове и главно от разказа на жупанския свещеник Димитриос Дзирелис от 1778 година и от разказа на свещеника на манастира „Света Троица“ Неофит от 1771 година е видно, че Жупан е голямо купно селище преди XVII век.
Естественото му местоположение с околните защитни хълмове внушителната височина Градишка на север от селището, Стаища (Στραϊστα) на изток, обраслия с борове Румани (Ρουμάνι) на юг и Корака (Κόρακα) на запад води все повече и повече хора в района. Селото се разделя на две махали - Горно и Долно Жупан, формирани в две долчинки с два извора. Тези артезиански кладенци (бнария) са централно място в делничния ден на жупанци.
Първата датирана сграда в селото е църквата , построена в 1742 година, и изписана в 1774 година. На централния площад е разположен храмът „Свети Атанасий“ от 1816 година. В Долно Пендалофос е „Света Варвара“ от 1867 година, а в Горно Пендалофос е „Свети Георги“ е от 1870 година.
В османско време и до края на XIX век Жупан е най-важното в североизточен Пинд. Цялата му област се нарича Жупания и в нея влизат девет села: Жупан (Пенталофос), Констанцико (Авгеринос), Либохово (Дилофо), Мирали (Хрисавги), Кримини, Мирасан (Морфи), Своляни (Агия Сотира), Магер (Дасилио), Бурша (Корифи), както и смятаното за малаха на Жупан Долос (Витос).
В края на XIX век Жупан е център на Жупанска нахия в Анаселишка каза на Османската империя. Александър Синве („Les Grecs de l’Empire Ottoman. Etude Statistique et Ethnographique“) в 1878 година пише, че в Джупани (Djoupani), Сисанийска епархия, живеят 1800 гърци. Според статистиката на Васил Кънчов („Македония. Етнография и статистика“) в 1900 година Жупан има 1750 жители гърци християни.
На Етнографската карта на Битолския вилает на Картографския институт в София от 1901 година Жупан е чисто гръцко село в казата Населица на Серфидженския санджак с 330 къщи.
По данни на секретаря на Българската екзархия Димитър Мишев („La Macédoine et sa Population Chrétienne“) в 1905 година в Жупан (Joupan) има 1675 гърци.
Според статистика на Серфидженския санджак на гръцкото консулство в Еласона от 1904 година в Жупанион (Ζιουπάνιον), Населишка каза, живеят 2200 гърци елинофони християни.
Църквата „Свети Илия“ е от края на XIX век и е обща за жителите на Жупан и Долос. През Втората световна война е разрушена от италиански бомбардировки. Възстановена е в 1955 година. Освен голямата енорийска църква „Света Варвара“ при Праморица има и по-малка, наричана „Света Варварица“. На пътя към Румани и Дилофо в местността Запатиста е църквата „Христос Спасител“.

### В Гърция
През Балканската война в 1912 година в селото влизат гръцки части и след Междусъюзническата в 1913 година Жупан остава в Гърция. През 1927 година селото е преименувано на Петровуно, а през 1928 година – на Пендалофос, в превод Петхълмие.
Населението традиционно произвежда жито, картофи и други земеделски продукти, като се занимава и със скотовъдство.
През Втората световна война селището е център на гръцката комунистическата съпротива, в него често пребивава щабът на 9-а дивизия на ЕЛАС, а понякога и Областното бюро на ГКП за Егейска Македония.
| Име                   | Име      | Ново име  | Ново име  | Описание                                   |
| --------------------- | -------- | --------- | --------- | ------------------------------------------ |
| Ляпо                  | Λιάπο    | Дриотопос | Δρυότοπος | връх в Горуша на З от Пендалофос           |
| Страища               | Στράϊοτα | Корифи    | Κορυφή    | връх И над Пендалофос                      |
| Калотина или Калотино | Καλοτίνο | Ксефото   | Ξέφωτο    | връх в Горуша на СИ от Пендалофос (1107 m) |

| Година    | 1913 | 1920 | 1928 | 1940 | 1951 | 1961 | 1971 | 1981 | 1991 | 2001 | 2011 | 2021 |
| --------- | ---- | ---- | ---- | ---- | ---- | ---- | ---- | ---- | ---- | ---- | ---- | ---- |
| Население | 2323 | 1560 | 1708 | 1752 | 1144 | 981  | 814  | 789  | 652  | 633  | 446  | 272  |

## Личности
Родени в Пендалофос
- Димо, възрожденски майстор строител[26]
- Мильос Зупаниополитис, гръцки каменоделец
- Янис Дзьордзьос (1750 – 1800), гръцки клефт